# Maria Jacoba Daemen

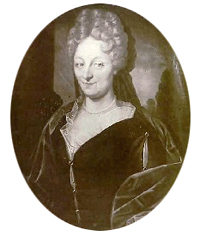
Maria Jacoba Daemen

Maria Jacoba Daemen (getauft 9. April 1658 in Amsterdam; begraben 28. Mai 1733 ebenda) war eine niederländische Salzhändlerin.

## Leben
Maria Jacoba Daemen wurde am 9. April 1658 in Amsterdam getauft. Sie war die Tochter des Salzhändlers aus dem   Herzogtum Limburg Adam Daemen (gest. 1701) und Clasina Paters (gest. 1709), der Tochter des Bürgermeisters aus Naarden. Ihre Mutter hatte den protestantischen Glauben aufgegeben, um ihren Vater, der römisch-katholisch war, heiraten zu können. Die Familie war wohlhabend, nach seinem Tod hinterließ Adam Daemen seiner Frau im Jahr 1701 etwa 600.000 Gulden an Wertpapieren, Besitztümern und Geld. Maria Jacoba Daemen hatte drei Brüder und zwei Schwestern. Nach dem Tod der Eltern lebte nur noch ihre Schwester Anna Maria (gest. 1725) weiterhin in Amsterdam, die anderen waren nach Köln gezogen, wo Verwandte ihres Vaters lebten. Adam Jr. (1649–1717) wurde Kanoniker und später Domherr, Siberta (1651–1727) heiratete den Rechtsgelehrten Willem van Tetz, Jacob (gest. 1705) wurde Kaufmann und Henricus (1655–1688?) Stadtrat. In Amsterdam unterstützte Maria ihren Vater in seinem Geschäft, einem Salzhandel.
Das Salz importierten sie aus Frankreich und Portugal und es wurde hauptsächlich nach Köln und Emmerich exportiert. Nachdem ihr Vater gestorben war, fiel das Unternehmen an ihre Mutter. Diese überließ die Geschäftsführung vollständig Maria Jacoba Daemen. Dies hatte Clasina Paters 1704 vom Notar De Winter aufzeichnen lassen: Da Maria „vor und nach dem Tod ihres Mannes alle treue Hilfe und Beistand geleistet hatte“, gewährte Clasina ihrer Tochter „ausreichende Vollmacht“. Sie bevollmächtigte sie zur Geschäftsführung und Verwaltung und legte ausdrücklich fest, dass Maria das Unternehmen ohne Einmischung anderer leiten würde. Ob Maria Daemen nach dem Tod ihrer Mutter die Unternehmung geerbt hatte, oder sie ihre Schwestern und den zu dem Zeitpunkt lebenden Bruder Adam ausgezahlt hat, ist unklar.
Nach dem Tod ihrer Eltern wird Maria Daemen eine dominierende Rolle in der Familie gespielt haben. Sie und auch ihr Bruder Adam sympathisierten mit den Jesuiten, was nicht bei allen gut ankam. Als Adam 1707 zum Apostolischen Vikar ernannt wurde, kritisierten Gegner dieser Ernennung, dass Adams gesamte Familie den Jesuiten zutiefst verbunden sei, vor allem weil eine seiner Schwestern das Amt des Jesuitenordens regieren würde. Maria Daemen war eine sehr fromme Frau, sie verfügte über eine reich ausgestattete Privatkapelle in der neben anderen Gemälden auch eines von Rubens hing.
Regelmäßige Reisen führten Maria Daemen privat und geschäftlich ins In- und Ausland. So reiste sie, um den elterlichen Nachlass zu regeln, und um die Besitztümer zu sehen und zu inspizieren. Sie war 1717 zur Beerdigung ihres Bruders Adam in Köln und auch 1718 dort, um seinen Nachlass zu regeln. 1722 reiste sie in die gelderländische Stadt Maurik, um dort ihre Ländereien zu inspizieren. 1727war sie erneut in Köln, als ihre Schwester Siberta im Sterben lag. Sie muss eine gute Geschäftsfrau gewesen sein, denn sie hinterließ einen Nachlass von mehr als 750.000 Gulden. Dieser Nachlass sollte, bis auf einige Vermächtnisse, letztendlich unter den Kindern ihrer Brüder und Schwestern aufgeteilt werden.
Maria Jacoba Daemen, die ihr ganzes Leben in ihrem Geburtsort an der Geldersekade gelebt hatte, wurde nach ihrem Tod im Grab ihrer Eltern am 28. Mai 1733 in der Oude Kerk  in  Amsterdam beigesetzt.